# UR-77 Meteorit
UR-77 Meteorit (ros. УР-77 «Метеорит», inna nazwa to Змей Горыныч – smok z rosyjskiej mitologii, pol. Smok Gorynycz) – pojazd rozminowujący skonstruowany w ZSRR, użytkowany przez armię Federacji Rosyjskiej.

## Historia
Pojazd powstał jako rozwinięcie wcześniej eksploatowanego UR-67. Nowa konstrukcja została stworzona na bazie samobieżnej haubicy 2S1 Goździk. UR-77 był produkowany seryjnie od 1978 r. w Charkowskiej Fabryce Traktorów, w tym też roku wszedł na wyposażenie Armii Radzieckiej. Stany wyposażenia jednostek przewidywały, że batalion inżynieryjny dywizji czołgów miał na wyposażeniu dwa pojazdy UR-77, a inżynieryjny batalion szturmowy sześć takich pojazdów. Produkcję zakończono na początku lat 90. XX w., wraz z rozpadem ZSRR.
Przeznaczeniem UR-77 jest usuwanie min lądowych za pomocą tzw. ładunku wydłużonego, czyli ładunku w formie elastycznego węża wypełnionego materiałem wybuchowym. Na nadwoziu zamontowana jest podwójna wyrzutnia dająca możliwość wystrzelenia pocisku DM-140, który służy do napięcia liny z materiałem wybuchowym. Ładunek bojowy UZ-67 (ros. УЗ-67) może być wystrzelony na odległość 200 lub 350 metrów i pozwala na rozminowanie powierzchni o wymiarach 75-80 × 6 m. Ładunek UZP-77 (ros. УЗП-77) ma zasięg 250 lub 500 m i rozminowuje obszar 80-90 × 6 m. Najnowszy ładunek ZRSz (ros. ЗРШ) składa się z modułów o długości 6 m i pozwala na rozminowanie obszaru o powierzchni 100 × 6 m. Do wypełnienia ładunku wydłużonego używane są materiały wybuchowe: TNT, PVV-7 lub TGAF-25. Pojazd może przewozić dwa ładunki miotające i bojowe. Przygotowanie do odpalenia ładunku zajmuje obsłudze od 3 do 5 minut, ponowne załadowanie wyrzutni trwa 30-40 min.
Załoga pojazdu składa się z dwóch osób (kierowcy i operatora). UR-77, po zbliżeniu się do zaminowanego obszaru, wystrzeliwuje ładunek miotający z podłączonym ładunkiem bojowym. Po jego opadnięciu na ziemię załoga wycofuje pojazd i za pomocą liny łączącej go z ładunkiem poprawia jego ułożenie na polu minowym i dokonuje detonacji.
Wybuch ładunku detonuje miny za pomocą oddziaływania fali uderzeniowej na ich zapalniki. Jest nieskuteczny w przypadku min o zapalniku napięciowym, zapalników wymagających podwójnej aktywacji (zabezpieczających miny przed wytrałowaniem) czy zapalników niekontaktowych lokalizujących i identyfikujących cele za pomocą wielosensorowych czujników elektronicznych (magnetycznych, termicznych, akustycznych oraz sejsmicznych).
Poza zastosowaniem zgodnym z przeznaczeniem pojazdy UR-77 wykorzystywano do torowania przejść w terenach zurbanizowanych. Wiązało się to z wyburzaniem budynków, barykad, przeszkód inżynieryjnych lub umocnionych punktów oporu.
Bliżej nieznana liczba pojazdów była eksploatowana przez Siły Zbrojne Ukrainy, jednak zostały one utracone w walkach w 2014 r. oraz w początkowym okresie rosyjskiej agresji na Ukrainę w 2022 r. W Siłach Zbrojnych Federacji Rosyjskiej eksploatuje się ok. 150 egzemplarzy UR-77.

## Użycie bojowe
Pierwsze bojowe zastosowanie UR-77 przez Armię Radziecką miało miejsce podczas radzieckiej interwencji w Afganistanie. Armia Federacji Rosyjskiej pierwszy raz użyła bojowo UR-77 podczas pierwszej i drugiej wojny czeczeńskiej. W 2015 r. wojska rosyjskie wykorzystały pojazd podczas walk o lotnisko w Doniecku oraz o miasto Rubiżne.
Podczas wojny domowej w Syrii w 2016 r. użyto UR-77 w czasie walk o Aleppo w celu stłumienia oporu bojowników na gęsto zabudowanych obszarach miejskich. Syrian Network for Human Rights podało w swoim raporcie, że UR-77 było również użyte przez Siły Zbrojne Syrii w walkach z siłami opozycyjnymi pod Damaszkiem.
Kolejne bojowe wykorzystanie UR-77 nastąpiło podczas agresji Rosji na Ukrainę, kiedy to zastosowano go m.in. podczas walk w porcie Mariupola. Do 15 sierpnia 2023 r. siły zbrojne Federacji Rosyjskiej utraciły 29 pojazdów tego typu.

## Galeria

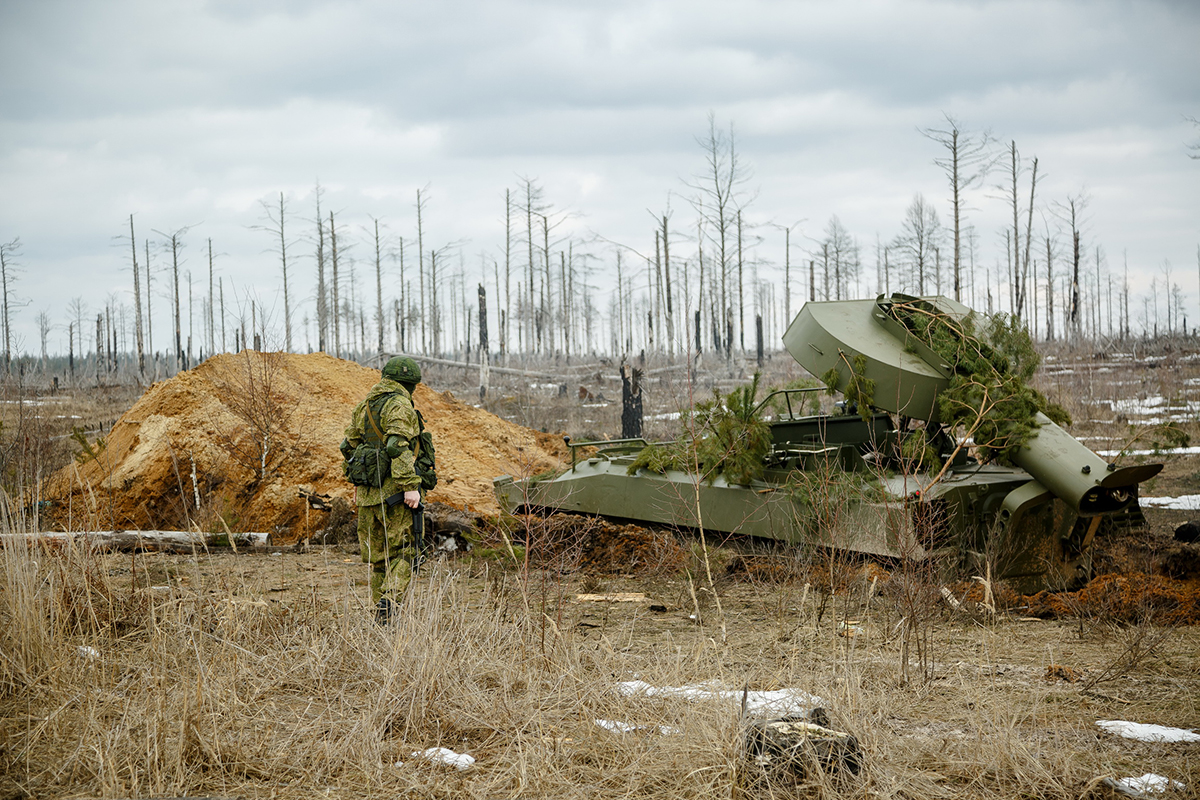
UR-77 na stanowisku
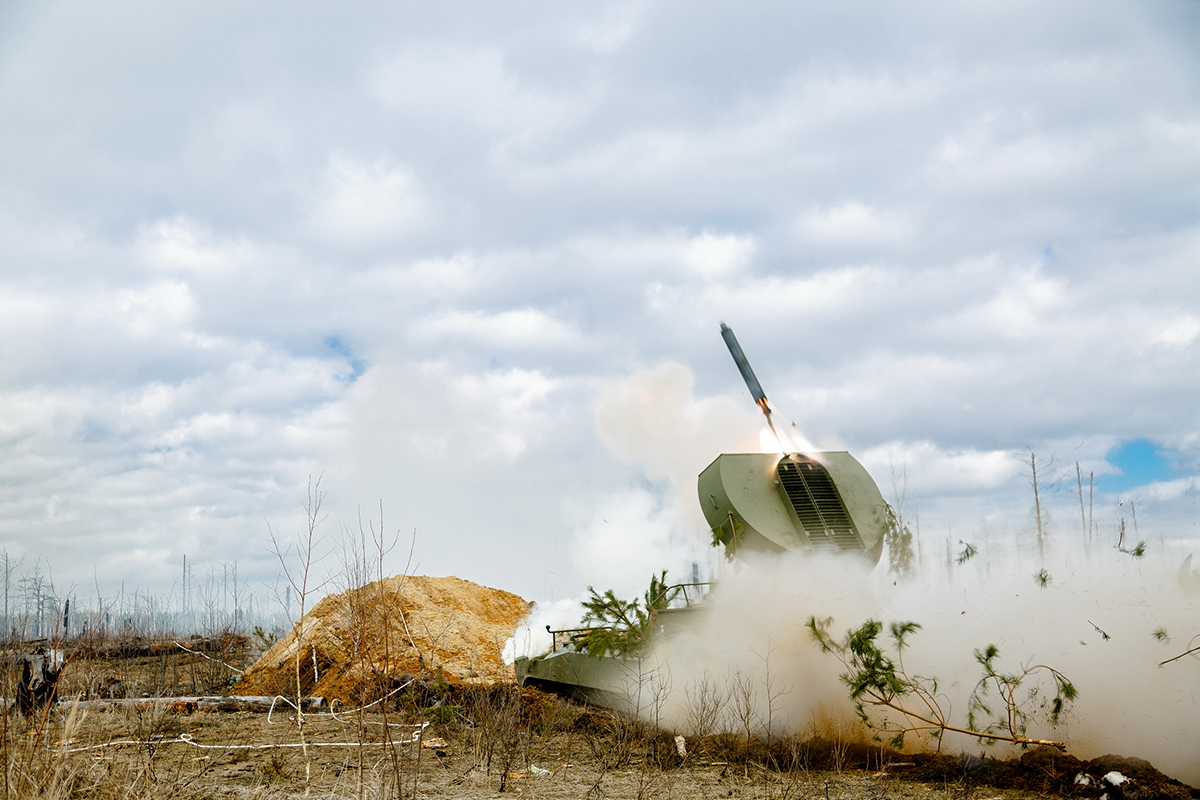
Odpalenie pocisku DM-140
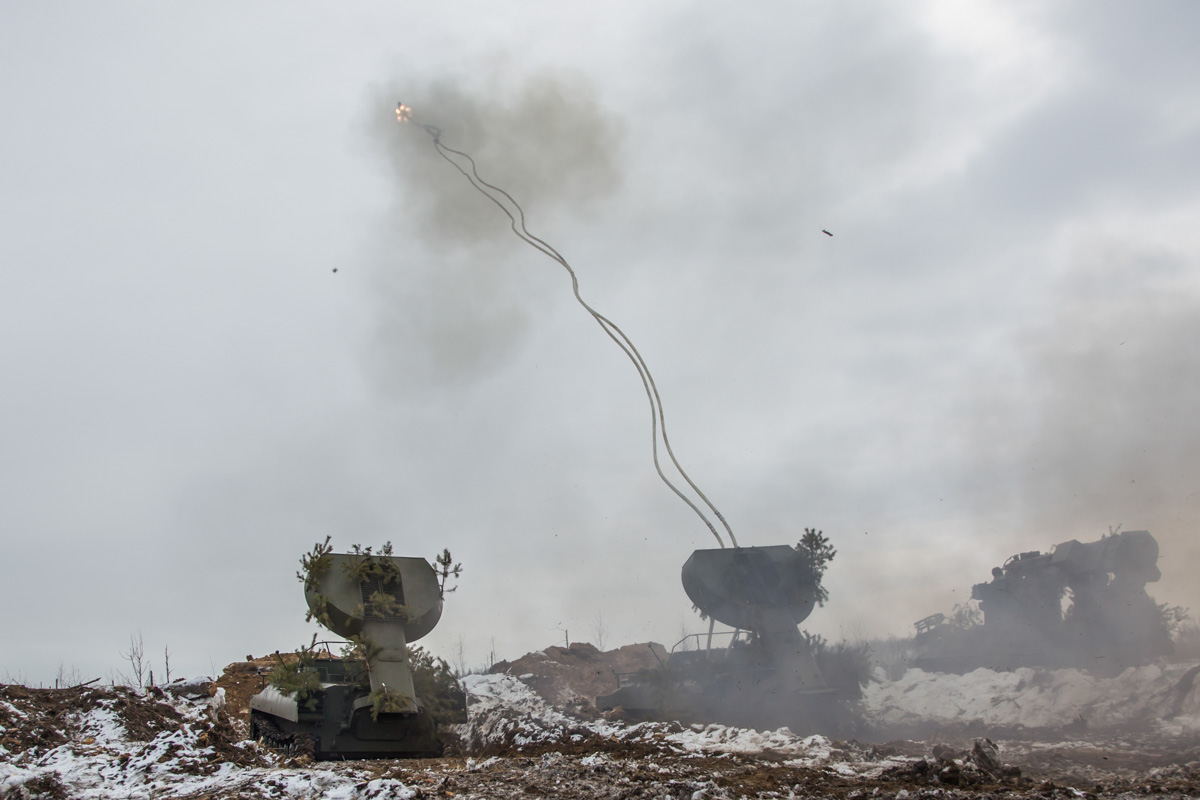
Widoczna trajektoria lotu ładunku wydłużonego
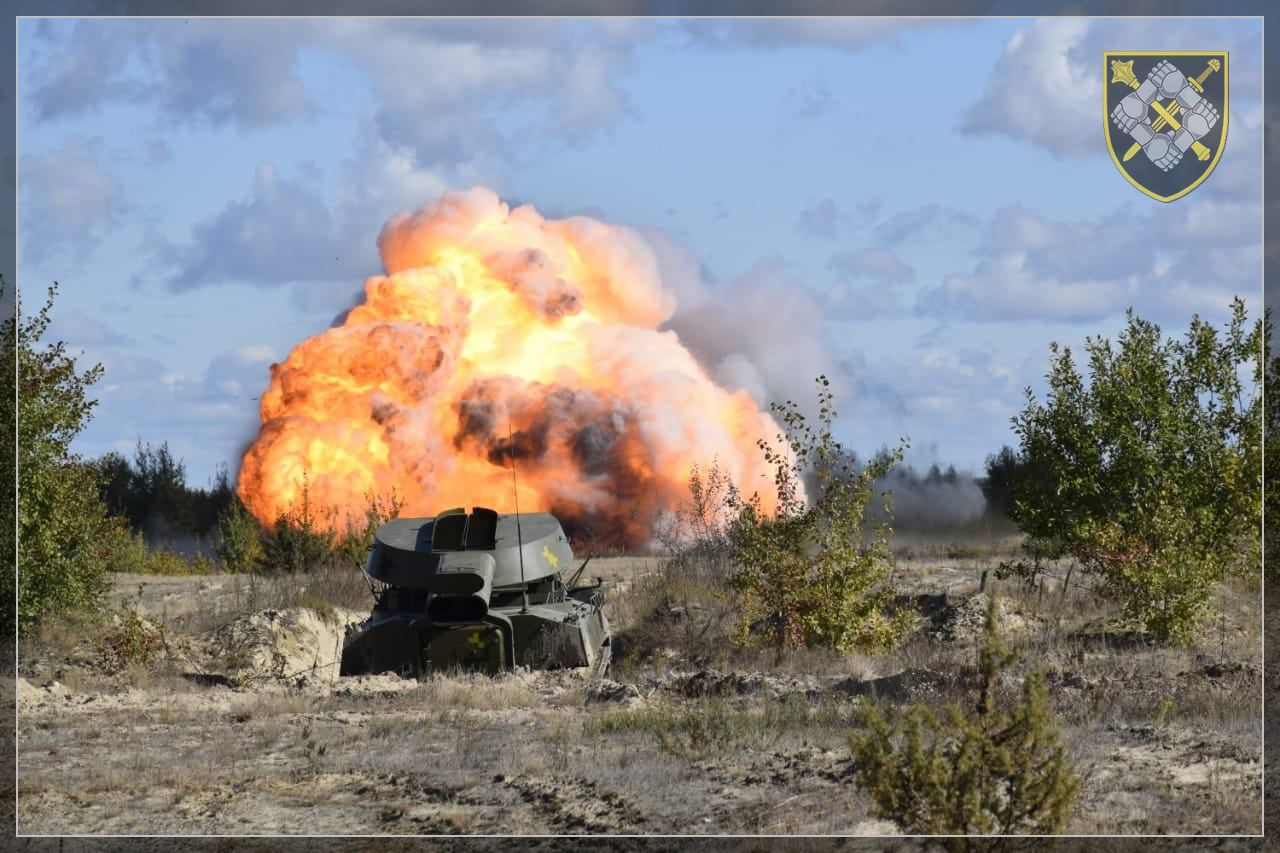
Detonacja ładunku
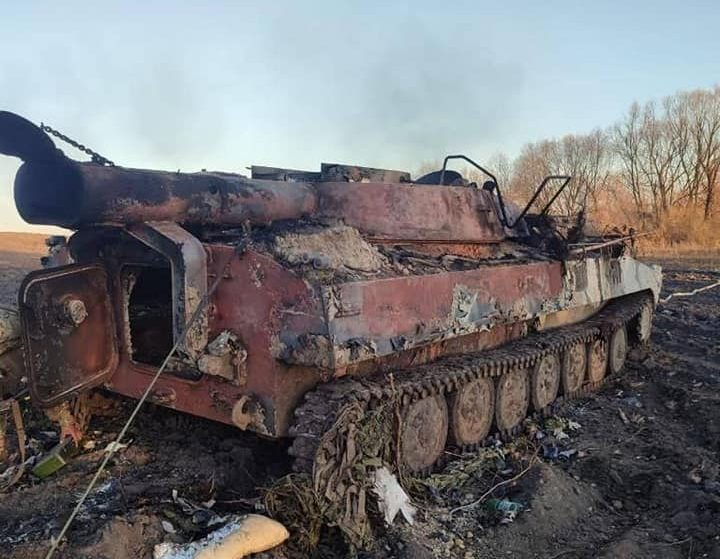
UR-77 zdobyty przez Siły Zbrojne Ukrainy